# Знаменівське
Знаме́нівське — село в Україні, у Синельниківському району Дніпропетровської області. Входить до складу Іларіонівської селищної громади. Населення за переписом 2001 року становить 94 особи. Орган місцевого самоврядування - Іларіонівська селищна рада.
19 липня 2020 року, в результаті адміністративно-територіальної реформи та ліквідації   Синельниківського (1923—2020) району, село увійшло до складу новоутвореного Синельниківського району.

## Географія
Село Знаменівське знаходиться на відстані 1,5 км від села Лозуватка. Поруч проходить автомобільна дорога М18 (E105).

## Населення

### Мова
Розподіл населення за рідною мовою за даними перепису 2001 року:
| Мова       | Кількість | Відсоток |
| ---------- | --------- | -------- |
| українська | 83        | 88.3%    |
| російська  | 11        | 11.7%    |
| Усього     | 94        | 100%     |

## Інтернет-посилання
- Погода в селі Знаменівське [Архівовано 20 грудня 2011 у Wayback Machine.]